# Madremonte

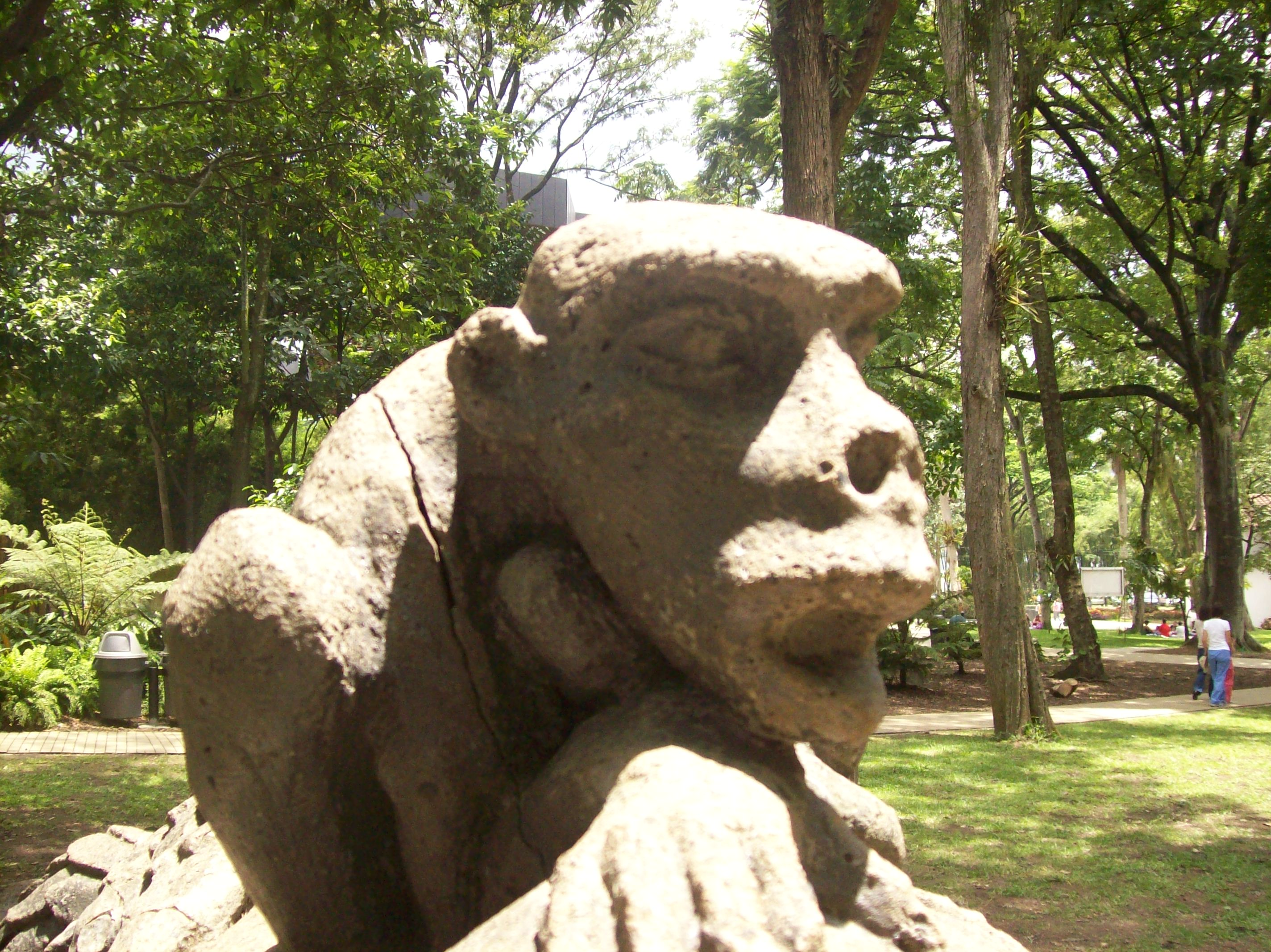
Escultura de la Madremonte en el Jardín Botánico de Medellín.

La  Madremonte, llamada también la Madre de cuba es un personaje legendario o mitológico colombiano, presente en diversas regiones como Antioquia, Andes centrales,occidentales de Colombia, y los valles del Magdalena, el valle del Cauca. Es descrita de diversas formas, generalmente una mujer la cual cuidaba en los montes y las selvas, y tiene poderes sobre el clima y la vegetación. Su origen proviene de antiguas deidades indígenas sudamericana que representan a la «Madre Tierra».
Su descripción varía, desde un monstruoso ser femenino cubierto de musgos, ramas y bejucos, de ojos encendidos, hasta una mujer joven, hermosa, elegante y alta, de ramajes y plantas, o bien, una anciana huesuda de largas extremidades, vestida de hojas. Se aparece en sitios pantanosos y zonas selváticas profundas cuando hay grandes tempestades, lanzando grandes alaridos que se sobreponen a los truenos. Los campesinos colombianos atribuían la turbiedad de ríos y quebradas a la Madremonte, que se bañaba en ellos durante las inundaciones y borrascas.
Al igual que otros seres similares de las mitologías indígenas, la Madremonte era una guardiana de la selva y los animales. Perseguía a cazadores, aserradores y pescadores, así como a los esposos infieles y a los que peleaban por los límites de las propiedades, a quienes atraía con sus gritos hacia las zonas boscosas. Perdía a las personas en las selvas y se llevaba a los niños, y era responsable de transmitir enfermedades por medio del agua. Se le podía espantar enfrentándosele cara a cara, azotándola con ramas de tabaco y sin demostrarle temor.
En la región de Antioquia, se ha relacionado el mito de la Madremonte con la diosa Dabaibe de los pueblos catío, nutabae y chocoe, cuyo poder divino se centraba en los bosques, ríos y huracanes de la región del Atrato. La figura de la Madremonte tiene paralelismos con otras deidades indígenas protectoras de la naturaleza, como la andina Pachamama de Perú y Bolivia, las leyendas de María Lionza y el Capu en Venezuela, la deidad acuática Yara de la región del Amazonas, y el Caa-Yurí en Brasil.